# 妮科尔·福斯特
妮科尔·福斯特（德語：Nicole Faust，1973年11月24日—），德国女子赛艇运动员。她曾代表德国参加世界赛艇锦标赛，获得二枚金牌，均来自女子轻量级四人双桨项目。